# Christine Colombo Nilsen

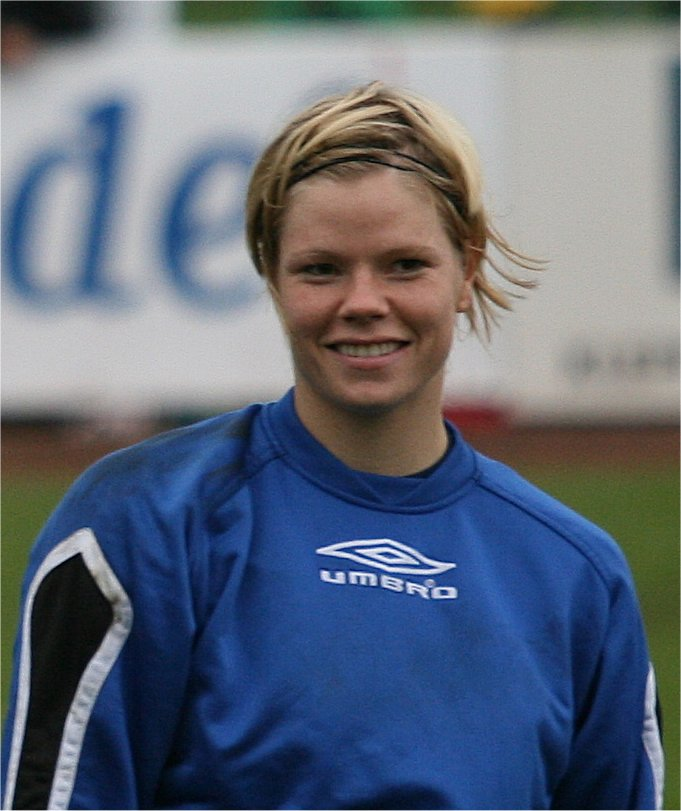
Christine Colombo Nilsen

Christine Colombo Nilsen (* 30. April 1982 in Moss) ist eine norwegische Fußballspielerin. Die Torfrau steht beim Verein Kolbotn IL unter Vertrag und spielt für die norwegische Nationalmannschaft. 
Nilsen begann ihre Karriere beim Verein Kambo IL. Später spielte sie für die Vereine FK Athene Moss, Arna-Bjørnar, Liungen IF. Mit Olympique Lyon wurde sie 2010 französische Meisterin. Am 11. März 2006 debütierte sie in einem Spiel gegen Finnland in der Nationalmannschaft, für die sie bislang sechs Mal spielte. 2007 gehörte sie zum Kader der norwegischen Mannschaft der Weltmeisterschaft 2007 in der Volksrepublik China.